# Val d'Ese
Val d'Ese (in corso Val d'Esa) è una stazione sciistica situata nel comune francese di Bastelica (Corsica del Sud) in Corsica. È raggiungibile da Bastelica tramite la RD27a. Da Val d'Ese nasce il fiume Esa, è circondata da i monti Punta di Petra Mal (1674 m), Punta Vaccaio (1759 m) e Punta Coperchiana (1939 m).

## Distanze
- Val d'Ese - Bastelica = 11 km
- Val d'Ese - Ajaccio = 51 km
- Val d'Ese - Sartena = 92 km

## Geografia fisica
- La stazione sciistica si trova sul Piano d'Ese tra le valli del Prunelli e del Taravo
- Le piste si estendono tra i comuni di Bastelica e di Ciamannacce
- È circondata dai monti Punta di Petra Mala (1674 m), Punta Vaccaio (1759 m) e Punta Coperchiana (1939 m).
- La stazione è situata a 1600 metri di altitudine

## Infrastrutture e trasporti
Lo sviluppo della stazione sciistica comincia negli anni '70 con la costruzione della strada D27a da Bastelica. Le infrastrutture sono state create a partire dal 1976 con la costruzione del primo skilift.
Le piste da sci si estendono da 1600 a 1750 metri d'altitudine.
- 1 pista rossa
- 2 piste blu
- 2 piste verdi
- 3 skilift